# Albert Costa (coureur)

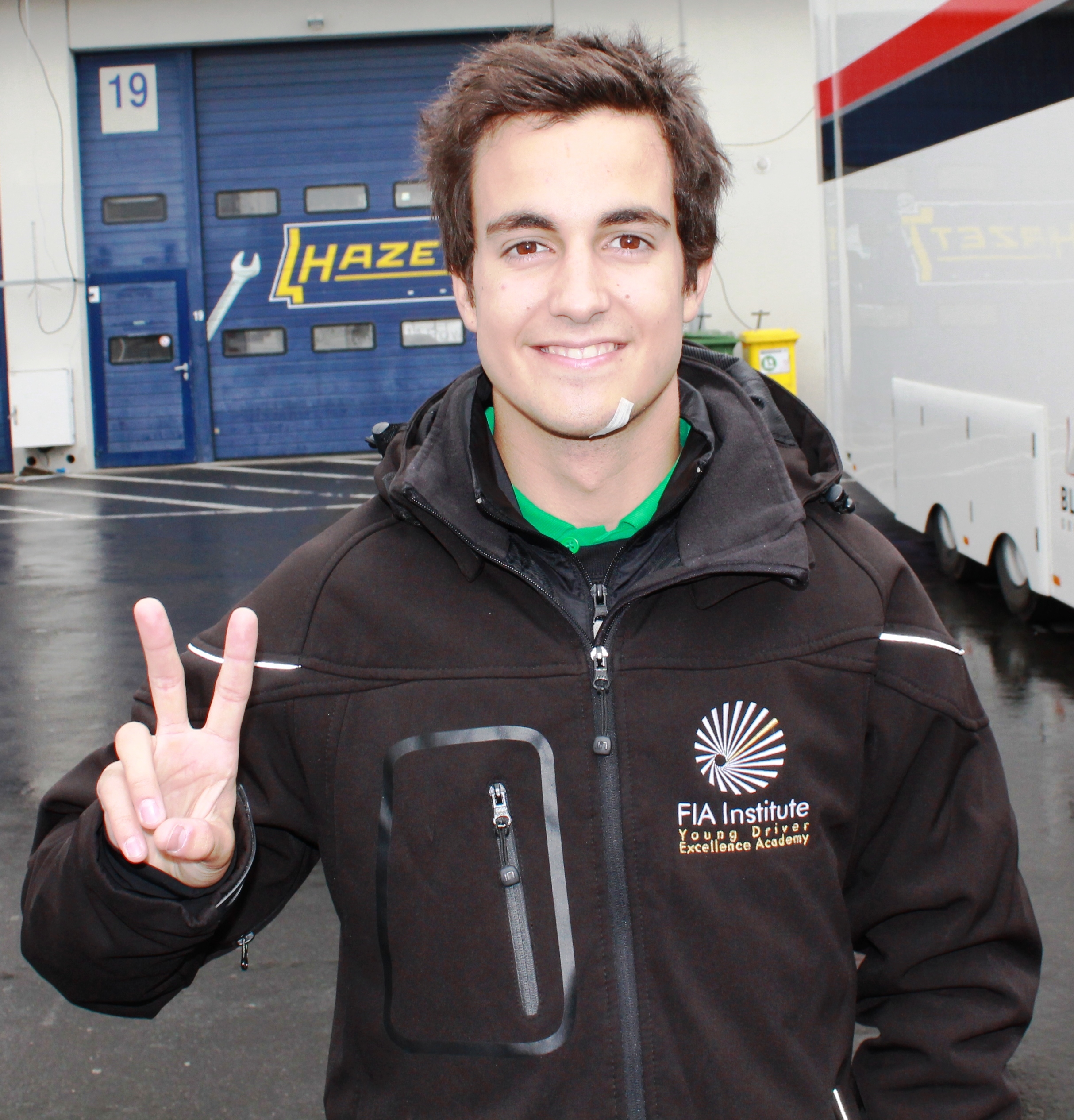
Albert Costa in 2011.

Albert Costa Balboa (Barcelona, 2 mei 1990) is een Spaans autocoureur.

## Carrière

### Formule 3
Nadat hij zijn carrière in het karting begon in 2004, stapte Costa in 2007 over naar het formuleracing in de Formule 3, in de nationale klasse van het Britse Formule 3-kampioenschap. In de eerste vijf raceweekenden reed hij voor Räikkönen Robertson Racing voordat hij zonder sponsorgeld kwam te zitten. Hij eindigde uiteindelijk als elfde in de nationale klasse met als beste resultaat een vierde plaats op de Boekarest Ring.

### Formule Renault
Na zijn Formule 3-carrière stapte Costa over naar de Formule Renault 2.0 om in zowel de Eurocup Formule Renault 2.0 als de Formule Renault WEC te rijden, allebei voor Epsilon Euskadi. In de Eurocup eindigde hij als achtste in het kampioenschap met twee vierde plaatsen als beste resultaat. Hij eindigde als vijfde in de WEC en als tweede van de rookies, achter Jean-Éric Vergne.
Costa bleef in 2009 bij Epsilon rijden in de Eurocup en WEC. Hij won beide titels, met vijf overwinningen in de Eurocup en acht in het WEC.

### Formule Renault 3.5 Series
Als Eurocup-kampioen ontving Costa € 500.000, wat hij gebruikte om binnen te stappen in de Formule Renault 3.5 Series in 2010 voor Epsilon. Hij eindigde driemaal op het podium en eindigde uiteindelijk als vijfde in het kampioenschap met 78 punten.
In 2011 bleef Costa in de Formule Renault 3.5 rijden voor Epsilon, dat haar naam inmiddels veranderd had in EPIC Racing. Hij won de laatste race van het kampioenschap op het Circuit de Catalunya. Mede hierdoor eindigde hij als vierde in het kampioenschap met 151 punten.

### Eurocup Mégane Trophy
In 2012 stapte Costa over naar de Eurocup Mégane Trophy voor het Oregon Team. Hij hoopte in de eenzitters te blijven rijden, maar door problemen met zijn budget moest hij overstappen naar de toerwagens. Hij won meteen de titel na een lange strijd met Bas Schothorst, waarbij hij zeven overwinningen behaalde.